# Lintvelde
Lintvelde is een buurschap in de gemeente Berkelland, in de Nederlandse provincie Gelderland. De buurschap grenst ten oosten aan Avest en Hupsel, ten zuiden aan Beltrum, ten westen aan Ruurlo en ten noorden aan Dijkhoek en Haarlo.

## Geschiedenis
Oudtijds viel Lintvelde onder de heerlijkheid Borculo en het kerspel Groenlo. Eind 15e, begin 16e eeuw werden de tot het kerspel Groenlo behorende buurschappen Beltrum, Lintvelde, Avest en Zwolle samengevoegd in de voogdij Beltrum. Uit deze voogdij, een van de vier bestuursdistricten die de heerlijkheid Borculo rijk was, ontstond in 1795 de commune en in 1811 de gemeente Beltrum. In 1819 werd de overwegend katholieke gemeente Beltrum, zeer tegen de zin van de inwoners, opgeheven en bij de overwegend protestantse gemeente Eibergen gevoegd. De religieus-culturele tegenstellingen zouden een rode draad blijven vormen in de geschiedenis van de gemeente Eibergen tot de gemeentelijke herindeling van 1 januari 2005 toe.
De buurschap Lintvelde ontleent zijn naam hoogstwaarschijnlijk aan de hof te Lintvelde, die in de 13e eeuw een bezit was van het kapittel van Sint Jan in Utrecht. In de Late Middeleeuwen is deze hof, die ook wel Scholte Lintvelde of kortweg de Scholte of Scholten wordt genoemd, in handen gekomen van de heer van Borculo. Het goed bleef tot in de 18e eeuw een pachtgoed van de heer van Borculo. Het is overigens twijfelachtig of de hof te Lintvelde ooit een functionele hof is geweest, compleet met hofrechtspraak en een serie onderhorige hoeven. Van de vier Beltrumse buurschappen was Lintvelde wel de rijkste. Na 1500 maakte het goed Nijenhuis een snelle opkomst door als brouwerij en herberg, gelegen aan de hoofdweg van Zutphen over de Lebbenbrug bij Borculo door Lintvelde en Beltrum naar Groenlo. Deze weg heet de Heelweg. Het zeer karakteristieke voorhuis - nota bene een rijksmonument - is sterk vervallen.
De heer van Borculo was erfmarkenrichter van Lintvelde. De Lintveldse boeren waren evenals die van Beltrum ook gerechtigd in het Ruurlose Broek. Tot de belangrijkste erven in deze buurschap behoorden omstreeks 1646: Rhulde, Valckenborgh, Morsman, Hoebinck, Tankinck, Oostrick, Belbrugge (nu: Bruggert), Gesinck en Siverdinck.
Hoofdplaats: Borculo       Dorpen: Beltrum · Eibergen · Geesteren · Gelselaar · Haarlo · Neede · Noordijk · Rekken · Rietmolen · Ruurlo

Buurtschappen: Avest · Brammelerbroek · Brinkmanshoek · Broeke · De Bruil · Dijkhoek · De Haar · Heure · Heurne (deels) · Holterhoek · Hoonte · De Horst · Hupsel · Kisveld · Kulsdom · Leo-Stichting · Lintvelde · Lochuizen · Loo · Mallem · Nederbiel · Noordijkerveld · Olden Eibergen · Oosterveld · Overbiel · Respelhoek · Ruwenhof · Schependom · Spilbroek · Veldhoek (deels) · Waterhoek · Zwilbroek

Voormalige gemeenten: Beltrum · Borculo · Eibergen · Geesteren · Neede · Ruurlo